# Gai
Gai ist eine ehemalige Gemeinde im Bezirk Leoben in der Obersteiermark sowie seit 2013 Ortschaft und Katastralgemeinde in der Stadtgemeinde Trofaiach.

## Geographie
Gai liegt etwa 10 Kilometer nordwestlich von Leoben an der steirischen Eisenstraße drei Kilometer südwestlich von Trofaiach auf etwa 720 m ü. A. im mittleren Abschnitt des Trofaiacher Beckens zwischen dem Liesingtal und dem Vordernbergertal. Es wird vom wuchtigen Massiv des Reiting, des höchsten Berges der Eisenerzer Alpen, überragt.

### Namensherkunft
Der Ortsname Gai leitet sich vom mittelhochdeutschen Wort göu her, welches ein Gebiet bezeichnete, das im Einflussbereich einer bestimmten richterlichen Gewalt sowie gewisser Gewerbe lag. In vorliegenden Fall bezieht sich das „Gai“ auf den Einflussbereich des Marktes Trofaiach und der von den dortigen Handwerkern ausgeübten Bannmeilenrechte.
Die Bezeichnung „Gai“ wird sowohl für das Dorf bzw. die Ortschaft sowie die Katastralgemeinde und die ehemalige Gemeinde verwendet.

### Ehemalige Gemeindegliederung und Ausdehnung
Die Gemeinde Gai gliederte sich in 13 Ortschaften (in Klammern Einwohnerzahl Stand 1. Jänner 2024):
- Edling (69)
- Gai (215)
- Gausendorf (255)
- Gimplach (53)
- Gößgraben (114) mit Löscherhube
- Kurzheim, Oberdorf (25)
- Putzenberg (65)
- Schardorf (277)
- Töllach (18)
- Untergimplach (148)
- Unterkurzheim (59)
- Windischbühel (169)

Die Gemeinde bestand aus vier Katastralgemeinden (Fläche: Stand 31. Dezember 2023):
- Gai (347,91 ha)
- Gimplach (389,98 ha)
- Gößgraben-Freienstein (4.663,14 ha)
- Schardorf (824,12 ha)

Das Gemeindegebiet erstreckte sich vom Hessenberg und Veitscherwald im Süden östlich um den Reitlingstock herum (das Gößeck als Grenzpunkt mit Kammern) bis an das Wildfeld und den Nebengipfel 2143 der Eisenerzer Reichensteins. Es maß knapp 15 Kilometer Südost–Nordwest und umfasste 6.223,91 Hektar.
Nachbargemeinden waren (zuletzt) von Süd im Uhrzeigersinn:
Kammern im Liesingtal, Mautern in Steiermark, Kalwang, Eisenerz, Hafning bei Trofaiach, Trofaiach und Sankt Peter-Freienstein.

## Geschichte
Die nachhaltige Besiedlung des ehemaligen Gemeindegebietes begann im Mittelalter. Orts- und Gebietsnamen erinnern an die slawische Besiedlung im Frühmittelalter und die bayerische Besiedlung in darauf folgenden Jahrhunderten. Für den Raum Gai-Trofaiach kann eine bayrisch-slawische Mischbevölkerung bis zum Ende des 12. Jahrhunderts als sicher angenommen werden. Danach verschwand der slawische Bevölkerungsanteil aufgrund Assimilation durch die deutschsprachige Mehrheitsbevölkerung.
Das Gebiet von Gai entsprach über Jahrhunderte dem einer typischen obersteirischen Landgemeinde mit bäuerlichen Strukturen und teilte die wechselvolle Geschichte der übrigen Steiermark. Durch die räumliche Nähe zu den Zentren der obersteirischen Eisenindustrie, besonders Vordernberg und Donawitz, war zumeist eine gute Absatzlage für die landwirtschaftlichen Produkte gegeben. Andererseits wohnten auch häufig Hüttenarbeiter und Bergleute in den Dörfern der heutigen Gemeinde Gai.
In kirchlicher Hinsicht gehört das Gebiet von Gai seit jeher zur Pfarre Trofaiach. Daher ist auch der in Trofaiach bestehende Friedhof die für die Gaier Gemeindebürger zuständige Begräbnisstätte. Auch der für Gai zuständige Polizeiposten und das Postamt befinden sich in Trofaiach.
Entsprechend dem 1862 erlassenen Gemeindegesetz kam es mit dem Ende der Grundherrschaften nach 1848 zu einer Neuordnung der regionalen Verwaltungseinheiten. Autonome Gemeinden wurden der Grundstein des neu gestalteten Staates. Die neu geschaffene Gemeinde Gai entstand aus der Zusammenfassung der vier ursprünglich zum seinerzeitigen Steuerbezirk Freienstein gehörenden Katastralgemeinden Gai, Schardorf, Gimplach und Gössgraben-Freienstein.
Mit 1. April 1939 wurden zur Gemeinde Gai gehörende Flächen im Ausmaß von rund 150 Hektar, auf denen eine staatliche Pulverfabrik bestand, an die Gemeinde Trofaiach angegliedert. Heute befindet sich dort der dicht besiedelte Stadtteil Trofaiach-West.
Am 9. Mai 1939 wurde mit Mitteilung der Landeshauptmannschaft Steiermark der Ortsname Scharsdorf in Schardorf geändert. Grund dafür war der Bau der nationalsozialistischen Jugendherberge Rheinlandhaus in dieser Ortschaft. Die alte Ortsbezeichnung war den neuen Machthabern offenbar nicht fein genug.
Anfang des Jahres 2012, anlässlich der Gemeindestrukturreform 2010–2015, begannen Gespräche zwischen den Nachbargemeinden Gai, Hafning bei Trofaiach, Trofaiach und Vordernberg, die einen Zusammenschluss dieser vier Gemeinden zum Ziel hatten. Am 30. September 2012 wurde über das Ergebnis dieser Verhandlungen eine Volksabstimmung abgehalten. Die Bewohner von Gai waren deutlich für die Zusammenlegung, allerdings lag die Beteiligung nur bei 59 %.
Die Gemeindezusammenlegung trat mit 1. Jänner 2013 in Kraft:

### Bevölkerungsentwicklung
Seit den 1960er Jahren waren in Gai zahlreiche Einfamilienwohnhäuser entstanden. Es hatten sich vor allem unselbständige Arbeiter und Angestellte in der Landgemeinde angesiedelt. Gai hatte in den letzten Jahrzehnten als eine der wenigen Gemeinden der Region eine deutliche Zunahme der Einwohnerzahl zu verzeichnen.
- 1869 1.195
- 1900 1.108
- 1934 1.068
- 1951 1.022
- 1961 1.143
- 1971 1.171
- 1981 1.404
- 1991 1.565
- 2001 1.735

Die 2013 mit Gai und Hafning bei Trofaiach fusionierte Stadt Trofaiach hat 11.007 Einwohner (2024).

### Katastralgemeinde und Ortschaft Gai
Das Dorf Gai hat etwa 30 Gebäude mit etwa 80 Einwohnern, zur Ortschaft gehören keine weiteren Ortslagen. Mit dem Weiler Töllach ist Gai aber weitgehend verwachsen, die Ortskerne liegen nur 200 m auseinander.
In der Katastralgemeinde Gai liegen auch die Ortschaft Edling im Südosten, sowie die Südteile der Ortschaft Gausendorf. Das Katastralgebiet hat 347,91 ha (Stand 2021) und erstreckt sich von Gai im Nordwesten den Veitscherbach abwärts bis knapp vor dem Trabocher See (Ortslage Am See) am Nordfuß um den Hessenberg herum und um die Edlinger Siedlung am Steinerweg bis an die Trofaiacher Grenze sowie über Gausendorf den Krebsenbach aufwärts bis Ganninger nordöstlich von Gai.
Dafür liegt aber gut die Hälfte des Orts Gai selbst, die nördlicheren Häuser, in der Katastralgemeinde Schardorf: Die Katastralgrenze verläuft über die Schardorfstraße und den Hirnweg direkt durch Töllach und Gai. Daher sind Katastralgemeinde Gai und Ortschaft Gai gebietsmäßig nicht vergleichbar.

### Nachbarortschaften der Ortschaft Gai und Nachbarkatastralgemeinden der KG Gai
| Schardorf (O. u. KG)                              | Putzenberg (O)                                   | Gimplach (KG) Trofaiach (O u. KG)                |
| Obermochl Untermochl (beide O, Gem. Kammern i.L.) | Kompassrose, die auf Nachbargemeinden zeigt      | Gausendorf (O)                                   |
| Glarsdorf (O, Gem. Kammern i.L.)                  | Töllach (O) Mötschendorf (KG, Gem. Kammern i.L.) | Edling (O) Hessenberg (KG, Gem. St. Peter-Frst.) |

## Wirtschaft und Infrastruktur
Über die Russenstraße (den „Russenbichl“) kann man nach Edling, Sankt Peter-Freienstein und weiter in die nahe Bezirkshauptstadt Leoben gelangen. Der Name entstand deshalb, weil diese Straße während des Ersten Weltkriegs 1915 von russischen Kriegsgefangenen errichtet wurde. Vorher bestand nur eine einfache Wegverbindung.

## Politik

### Ehemalige Gemeindevertretung
Der bis zum 31. Dezember 2012 existierende Gemeinderat bestand zuletzt aus 15 Mitgliedern und setzte sich seit der Gemeinderatswahl 2010 aus Mandaten der folgenden Parteien zusammen:
- 6 Österreichische Volkspartei (ÖVP) – stellte den Vizebürgermeister
- 5 Sozialdemokratische Partei Österreichs (SPÖ) – stellte den Gemeindekassier
- 1 Die Grünen – Die Grüne Alternative (Grüne)
- 3 Wir für Gai – stellte den Bürgermeister (gewählt von ÖVP und Wir für Gai)

Aufgrund des überraschenden Rücktritts von VP-Bürgermeister Helmut Prentler Anfang Februar 2010 war eine Neuwahl notwendig geworden. Die beiden mandatsstärksten Parteien einigten sich bereits im Vorfeld auf eine Halbzeitlösung. Nach der Wahl am 25. Februar 2011 wurde Siegfried Liess (SPÖ) Bürgermeister, der durch einen Misstrauensantrag gestürzt wurde. Vom 8. Januar 2012 bis zum 31. Dezember 2012 war Bernhard Zechner (Wir für Gai) Bürgermeister.

## Kultur und Sehenswürdigkeiten

### Sport
- Golf: Auf ungefähr 40 Hektar Fläche befinden sich der vom Golf- und Countryclub Reiting-Gai betriebene, weitläufig angelegte Fairways mit ausgedehnten Greens, Sandbunker und Wasserhindernissen, eine Golfschule sowie ein 6-Hole-Kurzplatz für individuelles Schlagtraining.
- Radfahren: Das Gebiet eignet sich besonders für Familienradtouren, aber auch anspruchsvolle Strecken sind vorhanden.
- Bergsteigen: Dominierende Berggestalt ist der Reiting mit seiner höchsten Erhebung, dem 2214 m hohen Gößeck.
- Im Westen des Orts befindet sich ein Südhang, der um 1990–2000 als Übungsgelände zum Paragleiten durch eine Flugschule aus Graz genutzt wurde.

### Regelmäßige Veranstaltungen
- Volkskultur Gai – ein jeweils Mitte April stattfindendes steirisches Sänger- und Musikantentreffen in der örtlichen Mehrzweckhalle.

## Persönlichkeiten

### Ehrenbürger
- 1971: Josef Krainer (1903–1971), Landeshauptmann der Steiermark 1948–1971[7]

### Söhne und Töchter der Gemeinde
- Ulrike Kaufmann (1953–2014), Bühnen- und Kostümbildnerin, Grafikerin und Schauspielerin